# Uvaria scabrida
Uvaria scabrida är en kirimojaväxtart som beskrevs av Daniel Oliver. Uvaria scabrida ingår i släktet Uvaria och familjen kirimojaväxter. Inga underarter finns listade i Catalogue of Life.